# 天倉六
鯨魚座57，又名BD-21 356，HD 12255、SAO 167466、HR 583，是鯨魚座的一颗恒星，视星等为5.41，位于銀經194.6，銀緯-73.19，其B1900.0坐标为赤經1h 55m 3.9s，赤緯-21° -73.19′ 37″。